# Sanchezia loranthifolia
Sanchezia loranthifolia är en akantusväxtart som beskrevs av Gustav Lindau. Sanchezia loranthifolia ingår i släktet Sanchezia och familjen akantusväxter. Inga underarter finns listade i Catalogue of Life.